# Cultura do Quirguistão

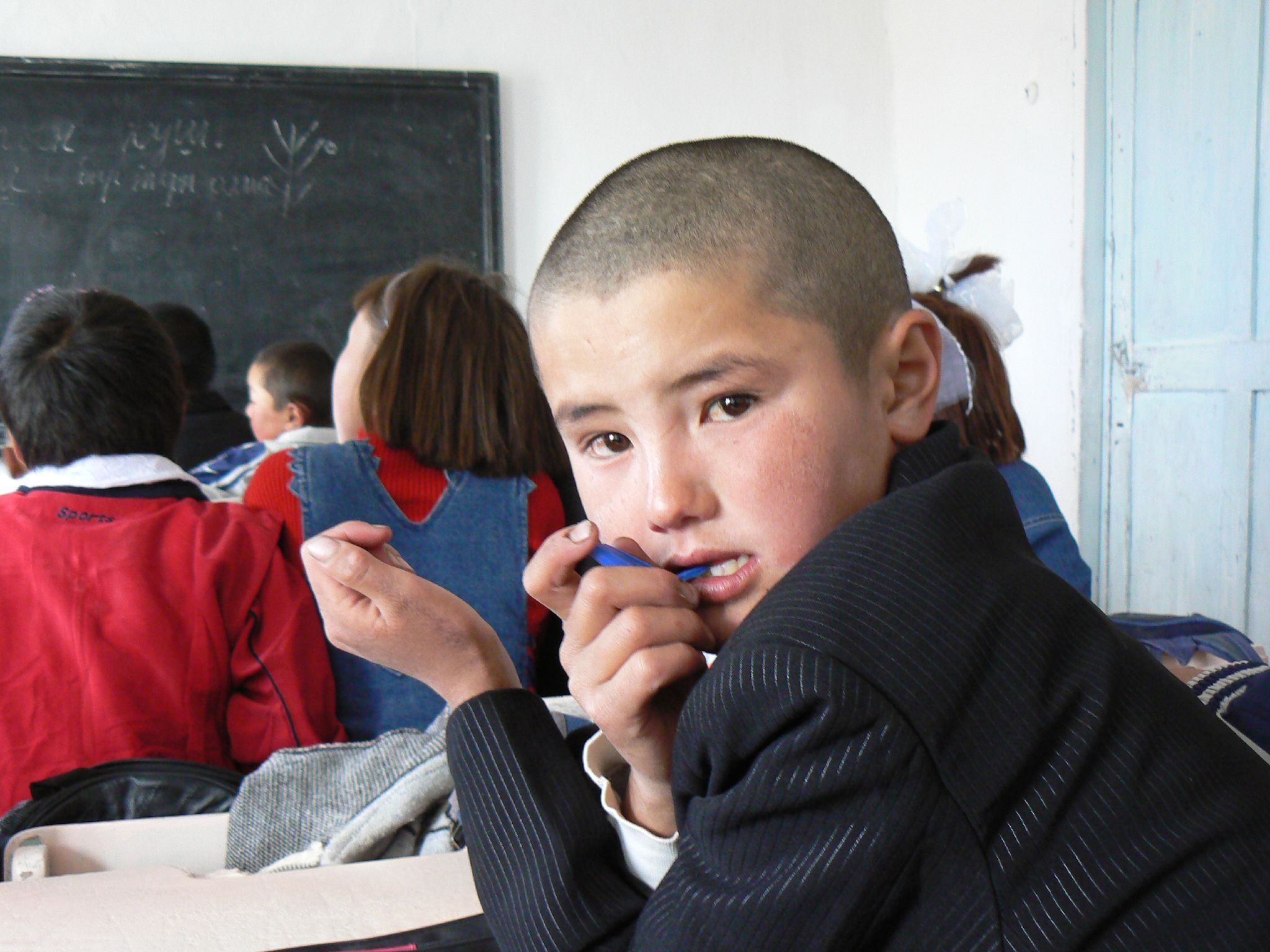
Um estudante quirguize. A etnia quirguize é a predominante no Quirguistão.

A cultura do Quirguistão é o resultado da grande mistura de etnias e culturas, sendo os quirguizes o grupo maioritário. Em 2010, a população do Quirguistão era estimada em cinco milhões de pessoas, formada por 65% de quirguizes, 14% de uzbeques, 13% de russos e o restante composto por minorias . 
Os uigures são uma minoria de alguma importância política. Esse grupo numera apenas cerca de 36 000 pessoas no Quirguistão, mas cerca de 185 000 vivem no vizinho Cazaquistão. A maioria da população de uigures de cerca de oito milhões, vive na Região Autônoma Uigur de Xinjiang da China, localizada ao sudeste do Quirguistão.
Geralmente considera-se que há 40 clãs no Quirguistão. Isto é simbolizado pelos quarenta sóis amarelos no centro da bandeira do Quirguistão. As linhas no interior do sol se dizem a representar um ger.
A religião predominante do Quirguistão é o sunismo (91%). A população russa pertence à Igreja Ortodoxa Russa. As principais igrejas cristãs são a Ortodoxa Russa e a Igreja Ortodoxa Ucraniana.
A culinária do Quirguistão reflete as mais de 80 etnias e nacionalidades que compõem esta sociedade e também a sua história milenar de pastores nômades. Os componentes principais da sua mesa são as carnes e laticínios, preparados com poucos condimentos, e o pão ou as massas de farinha de trigo; no entanto, o arroz, na forma de plov, também encontrou um lugar cimeiro. Mas é preciso explicar que estas caraterísticas se referem principalmente aos quirguizes, a etnia predominante deste país, enquanto que os dunganes e uigures, duas importantes minorias na Quirguistão, têm tradicionalmente uma alimentação mais diversificada. 

## Nomadismo
Uma faceta importante da história do Quirguistão e que domina a sua cultura é o nomadismo: os quirguizes foram historicamente um povo de pastores nómadas, vivendo em tendas chamadas yurt e passando o verão em pastagens chamadas jailoo. Estes elementos da paisagem foram recentemente recuperados da sovietização e transformados em valores turísticos.